# The Machete
The Machete ist eine finnische Death- und Thrash-Metal-Band aus Helsinki und Tampere, die im Jahr 2003 gegründet wurde.

## Geschichte
Die Band wurde im Jahr 2003 gegründet. Nach einigen Proben kam Santtu Hämäläinen (Mokoma) als neuer Bassist zur Band. Kurz darauf wechselte er zur E-Gitarre, sodass Gitarrist Kuisma Aalto stattdessen nun den Bass spielte. Außerdem waren auch Gitarrist Juha Javanainen und Schlagzeuger Teemu Saikkonen in der Band vertreten. Den Rest des Jahres verbrachte die Band mit dem Schreiben von neuen Liedern, sodass gegen Ende des Jahres genug Material für ein Debütalbum vorlag, der Band jedoch noch der passende Sänger fehlte. Daraufhin kam Tuomo Saikkonen (Mokoma, ex-Mind Riot) als Sänger zur Band. Anfang Juni 2004 nahm die Band ihr erstes Demo auf. Den Rest des Jahres verbrachte die Gruppe mit dem Spielen ihrer ersten Konzerte. Gegen Ende des Jahres begannen die Arbeiten zum Debütalbum, woraufhin ein Vertrag mit Spinefarm Records im Frühling 2005 folgte. Im August erschien bei diesem Label ihr Debütalbum Regression. Auf dem Album war Hämäläinen am Bass zu hören, da Kuisma Aalto die Band im Januar 2005 verlassen hatte. Nach der Veröffentlichung des Albums kam Antti Vajanto als neuer, permanenter Bassist zur Band. Im Jahr 2007 folgte bei Spinefarm Records mit Untrue das zweite Album.

## Stil
Die Band spielt eine Mischung aus Thrash Metal und teils melodischem Death Metal, wobei die Musik als eine Mischung aus Slayer, Shadows Fall und Ill Niño beschrieben wird.

## Diskografie
- 2004: Demo (Demo, Eigenveröffentlichung)
- 2005: Regression (Album, Spinefarm Records)
- 2007: Untrue (Album, Spinefarm Records)